# MV Agusta F3
La MV Agusta F3 es una serie de motocicletas deportivas presentada en 2012 por el fabricante italiano MV Agusta. Estos modelos son las primeras motocicletas de tres cilindros que ha fabricado MV Agusta desde la famosa MV Agusta 500 Tres cilindros de la década de 1970.

## Contexto
La F3 fue diseñada por Adrian Morton y el motor diseñado por Ezio Mascheroni. Se mostró por primera vez en la exhibición de motocicletas EICMA en Milán el 2 de noviembre de 2010 e incorporó las líneas de la MV Agusta F4, con el faro de diamante, la carcasa del asiento cónico y el brazo basculante de un solo lado que ofrece una vista del borde trasero. A diferencia de la F4, los escapes no están ubicados debajo del asiento, sino abiertos en el lado derecho de la motocicleta, justo en frente de la rueda trasera.
La versión Oro de edición limitada salió a la venta en diciembre de 2011 y el modelo estándar en enero de 2012. Desde 2013, el F3 se ofrece con dos tamaños de motor diferentes: 675 y 800 cc.
La F3 se desarrolló junto con la Brutale de 3 cilindros, dando paso a un nuevo chasis y un nuevo motor, dando a la marca una nueva vida en el frente comercial. El motor de la F3 sirve como base para toda la gama de 3 cilindros del fabricante: los modelos "hypermotard" Rivale, Stradale y Turismo Veloce.

## Variantes de color
Cada año, se ofrecen varias variantes de color de la F3, principalmente el clásico rojo/plata con marco negro, blanco con marco rojo y gris/negro con marco rojo.
|                               |
| F3 rojo/plata con marco negro |

|                          |
| F3 blanca con marco rojo |

|                              |
| F3 gris/negra con marco rojo |

## Modelos de 675 cc

### F3 675
El modelo de "línea de base" de la serie, presentada en 2012.

### F3 Serie Oro
Se produjo una edición limitada de 200 unidades para marcar el lanzamiento de la nueva serie de modelos. El modelo tiene placas de marco traseras con acabado dorado, brazos oscilantes y ruedas. Se montaron suspensiones Öhlins, frenos Brembo con especificaciones de carrera y carrocería de fibra de carbono. El modelo viene con un certificado de autenticidad y una insignia dorada en el yugo superior grabada con el número de producción.

### F3 675 RC
Introducida en 2018, la F3 675 RC (Reparto Corse) es un modelo inspirado en los pilotos de MV. Cuenta con un motor (133 CV) y un chasis  mejorado. Se instaló un sistema de escape de titanio con especificaciones de carrera. La producción fue limitada a 350 unidades.

## Modelos de 800 cc

### F3 800
Presentada en 2013, la F3 800 cuenta con el motor más grande de 800 cc, que desarrolla 148 CV.

### F3 800 AGO
En 2014 se presentó una versión especial, la F3 800 AGO. Estaba dedicada al multicampeón con la marca, Giacomo Agostini. La producción se limitó a 300 unidades. Estaba equipada con componentes ligeros hechos de magnesio y carbono, lo que redujo el peso a 171 kg. La gestión electrónica de la moto se integró con el sistema MVICS (Motor & Vehicle Integrated Control System). Las motos estaban acabadas en rojo, blanco y verde (colores tricolores italianos) y autografiadas por Agostini.

### F3 800 RC
Al igual que la 675 RC más pequeña, esta edición limitada de 350 unidades de 2018 recibió un motor, un chasis y una carrocería actualizados por el departamento de carreras de MV Agusta. La potencia fue incrementada a 153 CV.

### F3 XX
La F3 XX solo para carreras fue anunciada en mayo de 2019 por el Reparto Corse. La potencia del motor se incrementó a 160 CV (120 kW) a 13 000 rpm y el peso se redujo a 150 kg (320 libras). Se hizo un uso extensivo de la fibra de carbono. Entre la suite electrónica se encuentra el registro de datos para analizar los tiempos de vuelta.

### F3 Rosso
La F3 Rosso se presentó en 2021 como el nuevo modelo de entrada a la marca que utiliza el motor compatible con la normativa Euro 5. La F3 Rosso tiene un marco mejorado más rígido que los modelos anteriores y una geometría de dirección mejotada. Al igual que otros modelos de MV Rosso, la motocicleta se terminó en rojo.

### F3 RR
Presentada en 2021, la F3 RR es el primer modelo de alto rendimiento que utiliza el motor Euro 5. Se actualizó la aerodinámica, incluidos los alerones delanteros (llamados apéndices por MV) que generan una carga aerodinámica de 8 kg (18 lb) en la rueda delantera, mientras que otras mejoras en el flujo de aire alrededor de la motocicleta redujeron la resistencia causada por los alerones. Está disponible un kit de carrera que elevó el estándar de 147 a 155 CV (110 a 116 kW) y redujo el peso en 8 kg (18 lb).

## Competición
En 2013, dos MV Agusta F3 675 compitieron en la temporada 2013 del Campeonato Mundial de Supersport siendo administradas por el Team ParkinGO; siendo Roberto Rolfo y Christian Iddon sus pilotos. En la temporada consiguieron tres terceros puestos: Rolfo terminó tercero en Donington y Jerez, mientras que el podio restante lo consiguió Iddon en Magny-Cours. 
En 2014, MV Agusta regreso a las carreras. Giovanni Castiglioni, Presidente y CEO de MV Agusta, firmó un acuerdo con Alexander Yakhnich, presidente de Yakhnich Motorsport, para establecer el nuevo MV Agusta Reparto Corse para la temporada 2014. El equipo fue administrado por Yakhnich Motorsport y compitió en los Campeonatos Mundiales de Supersport y Superbike. En junio de 2014, Castiglioni y Yakhnich firmaron un acuerdo que otorgaba a MV Agusta el control de todas las operaciones relacionadas con el equipo de carreras. El francés Jules Cluzel obtuvo 3 victorias para el equipo y terminó como subcampeón mundial esta temporada. El ATK Racing Team también inscribió una F3 675 en tres carreras del Campeonato Mundial de Supersport, conducida por Alex Baldolini.
En 2015, el francés Jules Cluzel fue acompañado por el italiano Lorenzo Zanetti en el MV Agusta Reparto Corse en la temporada 2015, Cluzel ganó tres carreras y terminó la temporada en la cuarta posición, mientras que Zanetti consiguió seis podios y terminó en la tercera posición en el campeonato. Alex Baldolini montó una F3 administrada por el Race Department ATK#25. En Jerez se inscribieron otras dos F3; Nicola Jr. Morrentino (Team Factory Vamag) y Miroslav Popov (GRT Racing Team).
En 2016, Cluzel y Zanetti fueron retenidos por el MV Agusta Reparto Corse, Cluzel ganó en Tailandia y Francia, además de conseguir tres podios, terminando la temporada nuevamente oomo subcampeón mundial. Gino Rea y Aiden Wagner corrieron para el GRT Racing Team, Baldolini nuevamente corrió para Race Department ATK#25 y Roberto Rolfo para Team Factory Vamag. Schmidt Racing ingresó a Kyle Ryde y Nicolás Terol en sendas MV, pero cambió a Kawasaki Ninja ZX-6R a mitad de la temporada. Ilario Dionisi montó un F3 para Ellan Vannin Motorsport en Misano.
El estadounidense P. J. Jacobsen y el italiano Alessandro Zaccone corrieron para el MV Agusta Reparto Corse en la temporada 2017. Davide Pizzoli se unió a Baldolini en el Race Department ATK#25, pero el equipo cambió de la F3 a la Yamaha YZF-R6 para las últimas rondas del temporada. Rolfo permaneció en Team Factory Vamag pero fue reemplazado por Lorenzo Zanetti a partir de la ronda de Alemania.
El MV Agusta Reparto Corse se asoció con el Team Vamag a finales de 2017 en preparación para la temporada 2018 del Campeonato Mundial de Supersport. El equipo fue conocido como MV Agusta Reparto Corse by Vamag esa temporada. Raffaele De Rosa y Ayrton Badovini fueron los dos pilotos del equipo. Davide Stirpe montó una F3 en dos rondas para el Extreme Racing Bardahl.
En 2019, terminó su asociación con el Team Vamag y volvió a ser el MV Agusta Reparto Corse, Raffaele De Rosa fue mantenido por el equipo y a él se le unió su compatriota Federico Fuligni. En las dos últimas rondas de la temporada Fuligni fue reemplazado por su hermano Filippo.
En 2020, el MV Agusta Reparto Corse mantuvo a Raffaele De Rosa y Federico Fuligni a los que se sumó el campeón defensor Randy Krummenacher. Krummenacher dejó el equipo después de la primera ronda alegando infracciones graves por parte del equipo.
En 2021, el equipo corrió bajo el nombre de MV Agusta Corse Clienti y con el finés Niki Tuuli como su único piloto. En la tercera ronda celebrada en Misano, el Extreme Racing Service alineó una segunda MV que fue pilotada por Davide Stirpe. 
En 2022 con el cambio de normativa técnica para la temporada 2022, el MV Agusta Reparto Corse pondrá en pista dos de las nuevas F3 800RR que serán pilotadas por el finés Niki Tuuli y por el turco Bahattin Sofuoğlu.

### Resultados en el Campeonato Mundial de Supersport
(Carreras en negrita indica pole position, carreras en cursiva indica vuelta rápida)
| Año  | Equipo                                                   | No  | Rider                 | 1       | 2       | 3       | 4       | 5       | 6       | 7       | 8       | 9       | 10      | 11      | 12      | C.P. | Pts     | Constructores | Constructores |
| Año  | Equipo                                                   | No  | Rider                 | 1       | 2       | 3       | 4       | 5       | 6       | 7       | 8       | 9       | 10      | 11      | 12      | C.P. | Pts     | Pos           | Pts           |
| ---- | -------------------------------------------------------- | --- | --------------------- | ------- | ------- | ------- | ------- | ------- | ------- | ------- | ------- | ------- | ------- | ------- | ------- | ---- | ------- | ------------- | ------------- |
| 2013 | ParkinGO MV Agusta Corse                                 | 21  | Christian Iddon       | AUS 21  | ESP Ret | NED 11  | ITA 13  | GBR Ret | POR 10  | ITA DNS | GBR 5   | GER 12  | TUR Ret | FRA 3   | ESP Ret | 15.º | 45      | 4.º           | 104           |
| 2013 | ParkinGO MV Agusta Corse                                 | 47  | Roberto Rolfo         | AUS Ret | ESP 9   | NED 6   | ITA 11  | GBR 3   | POR Ret | ITA 14  | GBR 6   | GER 15  | TUR 5   | FRA Ret | ESP 3   | 6.º  | 78      | 4.º           | 104           |
| 2014 | MV Agusta RC–Yakhnich Motorsport MV Agusta Reparto Corse | 16  | Jules Cluzel          | AUS 1   | ESP Ret | NED 3   | ITA 15  | GBR 2   | MAL 2   | ITA 1   | POR Ret | ESP Ret | FRA 1   | QAT 3   |         | 2.º  | 148     | 3.º           | 162           |
| 2014 | MV Agusta RC–Yakhnich Motorsport MV Agusta Reparto Corse | 65  | Vladimir Leonov       | AUS Ret | ESP 8   | NED 12  | ITA Ret | GBR 15  | MAL 14  | ITA     | POR     | ESP     | FRA     | QAT     |         | 19.º | 15 (19) | 3.º           | 162           |
| 2014 | MV Agusta RC–Yakhnich Motorsport MV Agusta Reparto Corse | 155 | Massimo Roccoli       | AUS     | ESP     | NED     | ITA     | GBR     | MAL     | ITA 14  | POR 10  | ESP Ret | FRA 15  | QAT 10  |         | 20.º | 15      | 3.º           | 162           |
| 2014 | ATK Racing                                               | 25  | Alex Baldolini        | AUS     | ESP     | NED     | ITA Ret | GBR     | MAL     | ITA 19  | POR Ret | ESP     | FRA     | QAT     |         | -    | 0       | 3.º           | 162           |
| 2015 | MV Agusta Reparto Corse                                  | 16  | Jules Cluzel          | AUS 1   | THA Ret | ESP Ret | NED 2   | ITA 2   | GBR 2   | POR 1   | ITA 1   | MAL 2   | ESP WD  | FRA     | QAT     | 4.º  | 155     | 3.º           | 218           |
| 2015 | MV Agusta Reparto Corse                                  | 87  | Lorenzo Zanetti       | AUS 2   | THA Ret | ESP 5   | NED 6   | ITA 3   | GBR 4   | POR 5   | ITA 3   | MAL 3   | ESP 3   | FRA 4   | QAT 3   | 3.º  | 158     | 3.º           | 218           |
| 2015 | MV Agusta Reparto Corse                                  | 88  | Nicolás Terol         | AUS     | THA     | ESP     | NED     | ITA     | GBR     | POR     | ITA     | MAL     | ESP 5   | FRA 14  | QAT 6   | 18.º | 23      | 3.º           | 218           |
| 2015 | Race Department ATK#25                                   | 25  | Alex Baldolini        | AUS 7   | THA 9   | ESP 6   | NED 9   | ITA Ret | GBR Ret | POR Ret | ITA 5   | MAL 10  | ESP 7   | FRA Ret | QAT 8   | 8.º  | 67      | 3.º           | 218           |
| 2015 | Team Factory Vamag                                       | 53  | Nicola Jr. Morrentino | AUS     | THA     | ESP     | NED     | ITA     | GBR     | POR     | ITA     | MAL     | ESP Ret | FRA     | QAT     | -    | 0       | 3.º           | 218           |
| 2015 | GRT Racing Team                                          | 95  | Miroslav Popov        | AUS     | THA     | ESP     | NED     | ITA     | GBR     | POR     | ITA     | MAL     | ESP 18  | FRA     | QAT     | -    | 0       | 3.º           | 218           |
| 2016 | MV Agusta Reparto Corse                                  | 16  | Jules Cluzel          | AUS 17  | THA 1   | ESP 4   | NED 18  | ITA 2   | MAL 7   | GBR 8   | ITA Ret | GER 3   | FRA 1   | ESP 6   | QAT 3   | 2.º  | 142     | 3.º           | 203           |
| 2016 | MV Agusta Reparto Corse                                  | 52  | Massimo Roccoli       | AUS     | THA     | ESP     | NED     | ITA     | MAL     | GBR     | ITA     | GER     | FRA     | ESP     | QAT 9   | 27.º | 7       | 3.º           | 203           |
| 2016 | MV Agusta Reparto Corse                                  | 87  | Lorenzo Zanetti       | AUS Ret | THA 8   | ESP Ret | NED 29  | ITA DSQ | MAL 13  | GBR 10  | ITA 5   | GER 7   | FRA 9   | ESP     | QAT     | 13.º | 44 (50) | 3.º           | 203           |
| 2016 | GRT Racing Team                                          | 4   | Gino Rea              | AUS 7   | THA 9   | ESP Ret | NED 2   | ITA Ret | MAL 3   | GBR 4   | ITA 3   | GER Ret | FRA Ret | ESP WD  | QAT     | 7.º  | 81      | 3.º           | 203           |
| 2016 | GRT Racing Team                                          | 41  | Aiden Wagner          | AUS 10  | THA 15  | ESP Ret | NED DNQ | ITA 17  | MAL 16  | GBR 19  | ITA 14  | GER     | FRA     | ESP     | QAT     | 26.º | 9       | 3.º           | 203           |
| 2016 | GRT Racing Team                                          | 65  | Michael Canducci      | AUS     | THA     | ESP     | NED     | ITA     | MAL     | GBR     | ITA     | GER 23  | FRA Ret | ESP 17  | QAT Ret | -    | 0       | 3.º           | 203           |
| 2016 | GRT Racing Team                                          | 87  | Lorenzo Zanetti       | AUS     | THA     | ESP     | NED     | ITA     | MAL     | GBR     | ITA     | GER     | FRA     | ESP 10  | QAT Ret | 13.º | 6 (50)  | 3.º           | 203           |
| 2016 | Race Department ATK#25                                   | 25  | Alex Baldolini        | AUS 6   | THA 6   | ESP Ret | NED 5   | ITA 4   | MAL 9   | GBR 7   | ITA 6   | GER 12  | FRA DNS | ESP     | QAT 10  | 8.º  | 80      | 3.º           | 203           |
| 2016 | Team Factory Vamag                                       | 44  | Roberto Rolfo         | AUS 9   | THA 18  | ESP Ret | NED 22  | ITA 14  | MAL 12  | GBR 14  | ITA Ret | GER 18  | FRA 16  | ESP Ret | QAT Ret | 24.º | 15      | 3.º           | 203           |
| 2016 | Ellan Vannin Motorsport                                  | 57  | Ilario Dionisi        | AUS     | THA     | ESP     | NED     | ITA     | MAL     | GBR     | ITA 17  | GER     | FRA     | ESP     | QAT     | -    | 0       | 3.º           | 203           |
| 2016 | Schmidt Racing                                           | 77  | Kyle Ryde             | AUS     | THA     | ESP     | NED     | ITA     | MAL     | GBR 21  | ITA 22  | GER     | FRA     | ESP     | QAT     | 25.º | 0 (15)  | 3.º           | 203           |
| 2016 | Schmidt Racing                                           | 88  | Nicolás Terol         | AUS 11  | THA Ret | ESP 3   | NED 13  | ITA 9   | MAL Ret | GBR Ret | ITA 18  | GER     | FRA     | ESP     | QAT     | 17.º | 31      | 3.º           | 203           |
| 2017 | MV Agusta Reparto Corse                                  | 61  | Alessandro Zaccone    | AUS     | THA     | ESP Ret | NED 18  | ITA 10  | GBR Ret | ITA 11  | GER 14  | POR Ret | FRA Ret | ESP 12  | QAT     | 23.º | 17      | 4.º           | 145           |
| 2017 | MV Agusta Reparto Corse                                  | 99  | P. J. Jacobsen        | AUS 6   | THA Ret | ESP 3   | NED 4   | ITA 3   | GBR Ret | ITA 4   | GER Ret | POR 5   | FRA 3   | ESP 4   | QAT Ret | 6.º  | 108     | 4.º           | 145           |
| 2017 | Race Department ATK#25                                   | 7   | Davide Pizzoli        | AUS Ret | THA 14  | ESP DNS | NED Ret | ITA Ret | GBR     | ITA     | GER     | POR     | FRA     | ESP     | QAT     | 37.º | 2       | 4.º           | 145           |
| 2017 | Race Department ATK#25                                   | 25  | Alex Baldolini        | AUS 13  | THA DNS | ESP     | NED     | ITA Ret | GBR 16  | ITA DNS | GER Ret | POR DNS | FRA     | ESP     | QAT     | 31.º | 3 (8)   | 4.º           | 145           |
| 2017 | Race Department ATK#25                                   | 69  | Xavier Cardelús       | AUS     | THA     | ESP 13  | NED     | ITA     | GBR Ret | ITA     | GER DNS | POR     | FRA     | ESP     | QAT     | 36.º | 3 (5)   | 4.º           | 145           |
| 2017 | Team Factory Vamag                                       | 44  | Roberto Rolfo         | AUS 1   | THA 11  | ESP 6   | NED 15  | ITA Ret | GBR 14  | ITA 18  | GER     | POR     | FRA     | ESP     | QAT     | 12.º | 43      | 4.º           | 145           |
| 2017 | Team Factory Vamag                                       | 87  | Lorenzo Zanetti       | AUS     | THA     | ESP     | NED     | ITA     | GBR     | ITA     | GER 6   | POR 8   | FRA 6   | ESP 17  | QAT 11  | 16.º | 33      | 4.º           | 145           |
| 2017 | Team Factory Vamag                                       | 163 | Davide Stirpe         | AUS     | THA     | ESP     | NED     | ITA     | GBR     | ITA Ret | GER     | POR     | FRA     | ESP     | QAT     | -    | 0       | 4.º           | 145           |
| 2018 | MV Agusta Reparto Corse by Vamag                         | 3   | Raffaele De Rosa      | AUS 6   | THA 7   | ESP Ret | NED 3   | ITA 3   | GBR 3   | CZE 3   | ITA 2   | POR 4   | FRA 7   | ARG Ret | QAT 8   | 6.º  | 133     | 2.º           | 138           |
| 2018 | MV Agusta Reparto Corse by Vamag                         | 86  | Ayrton Badovini       | AUS 9   | THA 15  | ESP Ret | NED 12  | ITA Ret | GBR 7   | CZE Ret | ITA 10  | POR 8   | FRA 12  | ARG 11  | QAT 11  | 11.º | 49      | 2.º           | 138           |
| 2018 | Extreme Racing Bardahl                                   | 63  | Davide Stirpe         | AUS     | THA     | ESP     | NED     | ITA DNS | GBR     | CZE     | ITA 16  | POR     | FRA     | ARG     | QAT     | -    | 0       | 2.º           | 138           |
| 2019 | MV Agusta Reparto Corse                                  | 3   | Raffaele De Rosa      | AUS 18  | THA 5   | ESP 2   | NED Ret | ITA 3   | ESP 5   | ITA Ret | GBR 5   | POR Ret | FRA 4   | ARG 6   | QAT 7   | 6.º  | 101     | 3.º           | 109           |
| 2019 | MV Agusta Reparto Corse                                  | 22  | Federico Fuligni      | AUS Ret | THA Ret | ESP 13  | NED 15  | ITA 14  | ESP Ret | ITA 11  | GBR 18  | POR 14  | FRA Ret | ARG     | QAT     | 17.º | 13      | 3.º           | 109           |
| 2019 | MV Agusta Reparto Corse                                  | 22  | Filippo Fuligni       | AUS     | THA     | ESP     | NED     | ITA     | ESP     | ITA     | GBR     | POR     | FRA     | ARG 22  | QAT DNS | -    | 0       | 3.º           | 109           |

| Año  | Equipo                  | No | Piloto             | 1       | 1       | 2      | 2      | 3       | 3       | 4       | 4      | 5      | 5       | 6      | 6       | 7       | 7       | 8       | 8      | 9      | 9       | 10    | 10      | 11    | 11      | 12      | 12      | C.P. | Pts | C.C. | Pts |
| Año  | Equipo                  | No | Piloto             | R1      | R2      | R1     | R2     | R1      | R2      | R1      | R2     | R1     | R2      | R1     | R2      | R1      | R2      | R1      | R2     | R1     | R2      | R1    | R2      | R1    | R2      | R1      | R2      | C.P. | Pts | C.C. | Pts |
| ---- | ----------------------- | -- | ------------------ | ------- | ------- | ------ | ------ | ------- | ------- | ------- | ------ | ------ | ------- | ------ | ------- | ------- | ------- | ------- | ------ | ------ | ------- | ----- | ------- | ----- | ------- | ------- | ------- | ---- | --- | ---- | --- |
| 2020 | MV Agusta Reparto Corse | 1  | Randy Krummenacher | AUS DSQ |         | ESP    | ESP    | POR     | POR     | ESP     | ESP    | ESP    | ESP     | ESP    | ESP     | FRA     | FRA     | POR     | POR    |        |         |       |         |       |         |         |         | -    | 0   | 3.º  | 140 |
| 2020 | MV Agusta Reparto Corse | 3  | Raffaele De Rosa   | AUS DSQ |         | ESP 5  | ESP 5  | POR 3   | POR 12  | ESP 4   | ESP 3  | ESP 2  | ESP Ret | ESP 14 | ESP 4   | FRA 4   | FRA Ret | POR Ret | POR 3  |        |         |       |         |       |         |         |         | 6.º  | 135 | 3.º  | 140 |
| 2020 | MV Agusta Reparto Corse | 22 | Federico Fuligni   | AUS DSQ |         | ESP 13 | ESP 14 | POR Ret | POR 16  | ESP 12  | ESP 12 | ESP 10 | ESP 14  | ESP 17 | ESP Ret | FRA 8   | FRA Ret | POR 13  | POR 17 |        |         |       |         |       |         |         |         | 18.º | 32  | 3.º  | 140 |
| 2021 | MV Agusta Corse Clienti | 66 | Niki Tuuli         | ESP Ret | ESP DNS | POR 11 | POR 8  | ITA 9   | ITA Ret | NED Ret | NED 8  | CZE 9  | CZE 8   | ESP 10 | ESP 7   | FRA Ret | FRA 5   | ESP 19  | ESP 3  | ESP C  | ESP 3   | POR 5 | POR Ret | ARG 8 | ARG Ret | INA Ret | INA 2   | 11.º | 140 | 3.º  | 140 |
| 2021 | Extreme Racing Service  | 63 | Davide Stirpe      | ESP     | ESP     | POR    | POR    | ITA 20  | ITA 16  | NED     | NED    | CZE    | CZE     | ESP    | ESP     | FRA     | FRA     | ESP     | ESP    | ESP    | ESP     | POR   | POR     | ARG   | ARG     | INA     | INA     | -    | 0   | 3.º  | 140 |
| 2022 | MV Agusta Reparto Corse | 27 | Mattia Casadei     | ESP     | ESP     | NED    | NED    | POR     | POR     | ITA 8   | ITA 8  | GBR 12 | GBR 11  | CZE    | CZE     | FRA     | FRA     | ESP     | ESP    | POR    | POR     | ARG   | ARG     | INA   | INA     | AUS     | AUS     | 24.º | 25  | 5.º  | 205 |
| 2022 | MV Agusta Reparto Corse | 54 | Bahattin Sofuoğlu  | ESP 12  | ESP 14  | NED 15 | NED 10 | POR 23  | POR 14  | ITA 21  | ITA 18 | GBR 15 | GBR Ret | CZE 7  | CZE 5   | FRA Ret | FRA DNS | ESP 5   | ESP 7  | POR 11 | POR 5   | ARG   | ARG     | INA   | INA     | AUS     | AUS     | 14.º | 72  | 5.º  | 205 |
| 2022 | MV Agusta Reparto Corse | 66 | Niki Tuuli         | ESP 6   | ESP 5   | NED 6  | NED 7  | POR Ret | POR DNS | ITA     | ITA    | GBR    | GBR     | CZE 6  | CZE 10  | FRA 6   | FRA 11  | ESP 6   | ESP 5  | POR 5  | POR Ret | ARG 5 | ARG 4   | INA 1 | INA Ret | AUS Ret | AUS DNS | 8.º  | 152 | 5.º  | 205 |
| 2022 | MV Agusta Reparto Corse | 92 | Marcel Schrötter   | ESP     | ESP     | NED    | NED    | POR     | POR     | ITA     | ITA    | GBR    | GBR     | CZE    | CZE     | FRA     | FRA     | ESP     | ESP    | POR    | POR     | ARG   | ARG     | INA   | INA     | AUS Ret | AUS 7   | 29.º | 9   | 5.º  | 205 |